# Gillett (Arkansas)
Gillett es una ciudad en el condado de Arkansas, Arkansas, Estados Unidos. Para el censo de 2000 la población era de 819 habitantes.

## Geografía
Gillett se localiza a 34°7′9″N 91°22′49″O / 34.11917, -91.38028. De acuerdo a la Oficina del Censo de los Estados Unidos, la ciudad tiene un área total de 2,7 km², de los cuales el 100% es tierra.

## Demografía
Para el censo de 2000, había 819 personas, 356 hogares y 242 familias en la ciudad. La densidad de población era 303,3 hab/km². Había 433 viviendas para una densidad promedio de 159,2 por kilómetro cuadrado. De la población 87,18% eran blancos, 12,58% afroamericanos, 1,20% amerindios y 1,02% de otras razas. 0,37% de la población eran hispanos o latinos de cualquier raza.
Se contaron 356 hogares, de los cuales 31,5% tenían niños menores de 18 años, 52,8% eran parejas casadas viviendo juntos, 11,0% tenían una mujer como cabeza del hogar sin marido presente y 32,0% eran hogares no familiares. 28,4% de los hogares eran un solo miembro y 15,2% tenían alguien mayor de 65 años viviendo solo. La cantidad de miembros promedio por hogar era de 2,30 y el tamaño promedio de familia era de 2,82.
En la ciudad la población está distribuida en 24,8% menores de 18 años, 7,0% entre 18 y 24, 26,0% entre 25 y 44, 24,2% entre 45 y 64 y 18,1% tenían 65 o más años. La edad media fue 41 años. Por cada 100 mujeres había 91,8 varones. Por cada 100 mujeres mayores de 18 años había 87,8 varones.
El ingreso medio para un hogar en la ciudad fue de $31.538 y el ingreso medio para una familia $36.719. Los hombres tuvieron un ingreso promedio de $27.308 contra $19.219 de las mujeres. El ingreso per cápita de la ciudad fue de $17.247. Cerca de 12,1% de las familias y 12,5% de la población estaban por debajo de la línea de pobreza, 20,3% de los cuales eran menores de 18 años y 9,7% mayores de 65.